# Сага про піднесення
Трилогія Сага про піднесення (англ.:The Uplift Trilogy) — це серія романів у всесвіті Піднесення Девіда Бріна. Уся трилогія — це одна довга історія, без проміжків у часі між томами. Ці три романи:
- Риф яскравості (1995)
- Берег нескінченності (1996)
- Небесні простори (1998)

## Налаштування

### Дзідзьо
Місцем дії більшості перших двох романів і повісті «Спокуса» є планета Дзідзьо. Інститут міграції оголосив Дзідзьо перелогом на один мільйон років, щоб дати їй можливість відновитися після наступних колоній, але його незаконно заселили втікачі з кількох рас, які шукали там притулку. За взаємною згодою всі вони живуть на одній геологічно активній території планети, яка називається «Схил», гарантуючи, що з часом усі сліди їхніх поселень будуть перероблені назад на планету шляхом субдукції. Якщо цей закон буде порушено і так звані «Сонери» відмовляться повернутися на Схил, покаранням буде смерть.
Громада — це вільний квазі-уряд на схилі Дзідзьо. Він складається з представників шести рас: ґкеків, людей, гунів, тракеїв, квінів і урсів. Громада була сформована як уряд єдності, щоб зупинити війни, які десятиліттями мучили Схил. Кожна раса має «Високого мудреця», який представляє їх у раді, а менші мудреці виконують різноманітні інші завдання від імені громади. Інші присутні раси включають ґлаверсів, єдину расу на Дзідзьо, яка дійсно просувається деволюційним «Шляхом спокути», частково піднятих шимпанзе, відомих як «чімси», і нур-звірі, суміш непіднятих коренів раси титлал, і фактичні титлали, що здичавіли до тівня тварин.

### Фрактальний світ
Фрактальний світ — це величезна порожниста штучна структура, побудована навколо вмираючої карликової зірки, внутрішня частина якої використовується як притулок для рас Ордену Відставних, або «Старих», які нібито припинили активну участь у справах п'ять галактик.

### Каззкарк
Каззкарк — це невеликий планетоїд, видовбаний, щоб служити базою для кількох Великих Інститутів і проміжною станцією для мандрівників, які проходять через найближчі пункти пересадки. Якийсь час він надзвичайно переповнений біженцями та релігійним запалом, коли починається Час змін, але космічні поштовхи змушують його покинути незадовго до того, як він буде зруйнований.

### Електронний гіперпростір
Електронний простір — це заборонений рівень гіперпростору для більшості типів життя, дивна сфера, де думки можуть стати реальними, а прості поняття можуть завдати реальної шкоди. Єдиними його природними мешканцями є «меметичні» організми. Вони не здатні існувати поза Е-простору без організму господаря. Відомо, що члени таємничого порядку життя, відомого як Квантовий порядок, іноді проходять через рівень E.

## Головні персонажі

### Схил
- Елвін — молодий гун, його ім'я Гбг-вейю. Член групи молодих друзів, чиї пригоди задокументовані в щоденнику Елвіна.
- Аскс — тракейський високий мудрець. Пізніше він перетворюється на Джофура на ім'я Евакс, і зрештою перетворюється на нову істоту, яку просто називають X.
- Блейд — блакитна королева, частина мандрівної групи Сари Кулган.
- Лестер Камбел — людський високий мудрець.
- Емерсон Д'Анті, також відомий як «Незнайомець» — людина, знайдена в болоті, з амнезією та жахливою раною на голові, яка позбавила його мовного центру. Зрештою виявилося, що він колишній інженер на борту Стрікера.
- Гек — ґкек, член групи Елвіна.
- Звір нур Хуфу Елвіна — талісман їхньої групи.
- Джесс Брутал — лідер групи Сунер, втік зРеті.
- Джоп — людський фанатик, який вірить, що повинен знищити всі ознаки цивілізації в момент прибуття прибульців.
- Брати і сестри родини Кулхан, Сара, Двер і Ларк, а також їхній батько Нело. Сара піклується про Незнайомця, коли його вперше знаходять, і очолює групу з села Доло, відправлену у відповідь на висадку прибульців. Дуер є головним слідчим Палати громад, Ларк є натуралістом і пізніше призначений молодшим Мудрецем, незважаючи на свої єретичні переконання. Їхній батько володіє паперовою фабрикою в селі Доло.
- Близьконогий звір Нур, який слідує за Двером, до його роздратування. Зрештою виявилося, що він повністю розумний тітлал.
- Пінсе-Tip — королева, член групи Елвіна, яка завжди стверджує, що бачила морських чудовиськ.
- Пріті Чім, компаньйон Сари Кулхан, створює складні математичні малюнки.
- Дівчина Реті втекла раніше, яка неохоче дружить з Двером і «чоловіком» Урріша.
- Уріель Урріш, коваль по металу та інтелектуал, вона побудувала величезний аналоговий комп'ютер у своїй кузні на горі Ґенн
- Ур-ронн, племінниця Уріеля та частина групи Елвіна.
- Так — людина Урс, «чоловік» Реті.

### Ротен і Данікс
Ротени — міжнародна раса без рідного світу. Багатьом вони відомі як злочинці. Вони стверджують, що є втраченою расою-покровителем людства, а Даніки — це культ людей та інших видів Земного Клану, які вірять, що є єдиною надією людства у ворожому всесвіті.
- Людський пілот Кунн.
- Біолог Лінґ -Люд, коли обман і купорос Ротенів розкриваються, вона втікає та стає супутником і коханцем Ларка Кулхана.
- Ранн Лідер людей в експедиції Даніка.
- Ро-кенн Очевидний лідер експедиції Ротена до Дзідзьо, схоплений Громадою і переданий Стрікеру, щоб утекти, убивши при цьому Пінсера-Тіпа.
- Жінка Ро-пол Ротен, очевидна партнерка Ро-Кенна, убита на Дзідзьо, її симбіотична «маска» залишає її обличчя, відкриваючи справжній вигляд Ротена.

### Стрейкери
Більшість із цих персонажів було введено в Зоряному припливі і не з'являться знову до Березі нескінченності .
- Джилліан Баскін Лікар і фактичний капітан «Стрікера» після втрати більшості командного складу неодолфінів.
- Дельфін-металург Брудіка, дещо старший і мудріший за багатьох інших неодельфінів на борту.
- «Щасливчик» Каа, висококваліфікований пілот-неодельфін, вступає в стосунки з Піпо.
- Макані Жінка-неодолфін, корабельна хірургиня.
- Член екіпажу Мопола, який страждає від «атавізму стресу», разом із Жакі викрадає Піпо як сексуальну рабиню.
- Нісс Саркастичний штучний інтелект, позичений Стрікеру союзниками Земного Клану Тимбріні та запрограмований на задоволення від здивування. Це водночас засмучує та допомагає Джилліан Баскін як одному з її головних радників.
- Ханнес Суессі Головний інженер людини, модифікований на кіборга Старими.
- T'ш'т командир дельфінів, вона технічно ділить командування з Джилліан Баскін. Стає зрозуміло, що вона є таємним членом культу Даніка і видала Стрікера Ротенам, вірячи, що вони допоможуть. Її дії є безпосередньою причиною того, що Ротен, а пізніше Джофур прибули на Дзідзьо. Її вбивають, коли знову зраджує команду, цього разу Старим.
- Мопола — партнер Жакі по злочину.

### Каззкарк
- Гаррі Хармс — перший неошимпанзе, обраний розвідником в E-Space для Інституту навігації. Хоча його обов'язки вимагають від нього залишатися нейтральним, він усе ще відчуває лояльність до інших членів роду Земного Клану.
- Ківей Гааулін — синтійський торговець, який наздогнав Двера та Гаррі та повернувся з ними до Дзідзьо.

## Сюжет

### Яскравий риф
Яскравий риф знайомить читача з планетою Дзідзьо, світом, який був оголошений перелогом, але одна територія, відома як Схил, незаконно населена вісьмома різними галактичними расами, більшість з яких нібито шукає «Шлях спокути», мета якого полягає в тому, щоб перейти в нерозумну форму життя, щоб у майбутньому бути піднесеним новою расою-покровителем. Мирне, примітивне суспільство Дзідзьо серйозно порушується прибуттям чужинців, спочатку таємничої німої людини, а за нею зоряного корабля Ротен, раси галактичних злочинців, і їхніх прихильників-людей даніків. Громада Дзідзьо на короткий час встановлює непрості, недовірливі стосунки з даніками, але події швидко розвиваються, і стає зрозуміло, що ротени аморальні, хочуть спричинити тертя між расами Громади та, можливо, геноцид. Релігійні фанатики дзідзьоан також спричиняють тертя, а в деяких випадках вчиняють акти руйнування та насильства, що ще більше ускладнює ситуацію.
У той самий час, в іншому місці на Дзідзьо, молодий представник раси гунів на ім'я Елвін та його друзі з кількох рас отримують неочікувану допомогу у пошуках створення батисфери для підводних досліджень. Їм допомагає Уріель, мудрець раси урсів, який просить їх допомогти знайти прихований підводний сховок галактичних технологій. Глибоко під водою батисфера виходить з ладу, і молоду команду рятують таємничі істоти, одягнені в метал. На іншому кінці «Схилу» невелика група людей намагається тихо створити нове поселення, яке може уникнути вбивчих намірів ротенів, але вони же там знаходять слуг Даніка. Починається бійка, і група розсіюється.
Повернувшись на галявину зібрання, де Громади Дзідзьо конфліктували з даніками, їхні розбіжності раптово стають спірними, коли набагато більший зоряний корабель приземляється прямо на корабель Ротена, ув'язнюючи його в квантовій субстанції, зміщеній у часі. Виявляється, що цим величезним лінкором керує жахливий Джофур, надзвичайно егоїстичний і жорстокий вид мирних і добрих тракеїв, які живуть на Дзідзьо.

### Берег нескінченності
Група Елвіна опиняється на таємничому кораблі, захованому глибоко в морях Дзідзьо. До них ставляться доброзичливо, але вони не знають, хто захопив/врятував їх із глибини. Однак читач усвідомлює, що вони на борту «Стрікера», корабля Земного клану з екіпажем дельфінів, якого не бачили з часів подій «Зоряного припливу», приблизно за два роки до внутрішньої хронології серії. Екіпаж вражений тим, що всі різні раси живуть на Дзідзьо, а командир-людина Джилліан Баскін не знає, що робити з дітьми. Вона відправляє загін дельфінів на материк, де допоміжні кораблі Джофура та Даніка розбилися після бою, і вони повертаються з Реті, людською дитиною з групи ще більш примітивних людей, які ведуть жалюгідне існування поза межами суспільства. Слоуп і Двер, головний розвідник Громад, у якого напружена, але щира дружба з молодою дівчиною. Їх супроводжує Мадфут, відомий Дверу як надокучливий «нур-звір», але впізнаний екіпажем Стрікера як Титлал, клієнтська раса Тимбріні, найближчих і найвідданіших союзників Земного Клану, сумно відомих своїми хитромудрими витівками.
Повернувшись на Схил, джофури вчиняють жахливі акти війни, вони особливо розгнівані, знайшовши на Дзідзьо расу гкеків, оскільки вони вели війну на винищення проти них і вважалися вимерлими. Громада таємно спілкується з даніками на борту їх уже зануреного космічного корабля, а також створює численні нові види зброї та примітивні технології, щоб покращити свої комунікаційні та оборонні можливості. Джофури не знають про більшість цих спроб, оскільки вони просто не в змозі розпізнати їх такими, якими вони є, але вони захоплюють Ларк Кулхана та Лінга. Їм двом вдається втекти з полону і сховатися на джофурському кораблі, який, як вони дізнаються, називається Полкіджі.
Джилліан Баскін вирішує відправити молодих друзів у вигнання на невеликий острів, щоб захистити їх, але Елвін в останню мить розуміє, на чиєму кораблі вони були, і вимагає, щоб йому дозволили залишитися. Між Стрікером і ковалем Уріелем встановлюється контакт, а в порту Вуфон відбувається обмін персоналом і обладнанням. Джилліан вражена тим, що знайшла свого колишнього напарника Емерсона, таємничого німого незнайомця, який подорожував із Сарою Кулган, вони обоє приєдналися до Стрікера, тоді як більша частина її команди залишилася на Дзідзьо. Стрікер робить сміливу спробу втекти від Дзідзьо, використовуючи десятки стародавніх покинутих кораблів із дна океану як приманки, а також повітряні кулі-приманки під наглядом Двера Кулхана. Полкіджі залишає Дзідзьо, щоб переслідувати Стрікера, і роль Дзідзьо в історії закінчується тим, що Нело планує відновити свою паперову фабрику, яку зруйнували релігійні фанатики.
Поки Стрікер відчайдушно біжить до найближчої гіперпросторової точки пересадки, «Святе яйце» Дзідзьо випромінює потужний психічний вибух, який відчувають майже всі, і тимчасово приголомшує всю команду лінкора «Джофур».

### Небесне охоплення
Остання частина представляє нового персонажа, Гаррі Гармса, першого неошимазе, обраного розвідником Інституту навігації, і нову обстановку, химерну сферу «гіперпростір E-рівня». Гаррі виявляє незвичайну діяльність і зрештою стикається з Реті та Двером, які неймовірно зустрілися на борту одного з кораблів-приманок і заблукали в гіперпростір Е-рівня через повну відсутність знань про космічні технології. Гаррі привозить їх у Каззкарк, свою домашню базу, зазвичай сонний форпост для галактичних інститутів, але тепер кишить біженцями та домівку дивної нової релігії.
Стрікер отримав допомогу та керівництво від малоймовірного союзника, форм життя, що дихають воднем, і машинних форм життя, які їх використовують. Екіпаж з жахом виявив, що вони повернулися у величезний фрактальний світ, де їх раніше зрадили нібито нейтральні члени Відставного Ордену. Старі образи, здається, знову спалахують, і фрактальний світ вибухає війною та хаосом, що призводить до мільйонів смертей і краху делікатної структури світу. Стрікер ледве ухиляється від чергової засідки та встигає втекти в хаосі, за яким все ще переслідує Полкіджі, який ледь перебуває під контролем Джофура, оскільки його захопили форми життя, що дихають воднем. Жайворонок, Лінг і колишній тракейський мудрець Аскс об'єдналися в одну гігантську форму життя, яка тепер займає більшу частину корабля, і яку вони просто називають «Мати».
На Каззкарк юнаки з порту Вуфон, яких відправили геть через те, що Джилліан боїться, що Стрікер виконує самогубну місію, прибувають разом із Каа, пілотом-дельфіном. Елвін дружить з місцевими гунами, і вони з Геком їдуть з ними, покидають Каззкарк, який стає нестабільним. Ур-Ронн зустрічає зоряних урсів і йде з ними. Пінсер-Тіп убитий Ро-кенном, якого сховали на їхньому човнику. Реті закохалася в новий релігійний культ на Каззкарку і вважає, що її вважають лідером руху, хоча насправді культ планує принести її в жертву як символ того, що, на їхню думку, буде в кінцевому рахунку необхідно, жертви Землі сам і весь клан Землі. Дуер і Гаррі, до яких тепер приєднується синтіанський торговець, рятують Реті від культу та ледве втікають із Каззкарка, коли космічні поштовхи розносять його на частини. Зрозуміло, що у цивілізації п'яти галактик настав передбачуваний «Час змін», і на космічних шляхах відбуваються значні й часто катастрофічні події. Група подорожує електронному простору, виконуючи те, що виявилося останньою місією Гаррі для Інституту навігації. Каа, довівши свої навички до абсолютної межі, встигає повернути їх у систему Дзідзьо саме тоді, коли всі потоки передачі в усій галактиці руйнуються, а це означає, що галактика тепер відрізана від цивілізації п'яти галактик. Вони помічають кілька інших кораблів, які так само застрягли або знищені, а також маленьку ракету, що летить від Дзідзьо до сусіднього місяця.
Стрікер змушений вести переговори з членами Трансцендентного Ордену, які хочуть відправити їх емісарами в далеку галактику. Вони переконують трансцендентів, які замість них посилають Полкіджі. Жайворонку вдається ненадовго поспілкуватися зі Стрікером, перш ніж вони потрапляють у глибокий космос, передаючи їм кілька частин важливої інформації. Нарешті Стрікер прибуває до Земної системи, яка сильно обложена величезною космічної армадою. Вони намагаються прорватися крізь лінії, відволікаючи флот дивним, знущальним голографічним повідомленням. Тактика працює краще, ніж уявлялося, налякавши фанатиків, щоб вони повірили, що вони, можливо, образили Прабатьків, і вони відмовляються від облоги. Земля поки що вільна.

### Спокуса
«Спокуса» — це новела, дія якої розгортається відразу після відходу Стрікера з Дзідзьо, де детально описується химерна пригода невеликої групи неодельфінів, які залишилися там.